# Apteronotus magdalenensis
Apteronotus magdalenensis is een straalvinnige vissensoort uit de familie van de staartvinmesalen (Apteronotidae). De wetenschappelijke naam van de soort is voor het eerst geldig gepubliceerd in 1945 door Miles.